# Télécommunications en Nouvelle-Calédonie
 (février 2023).
Si vous disposez d'ouvrages ou d'articles de référence ou si vous connaissez des sites web de qualité traitant du thème abordé ici, merci de compléter l'article en donnant les références utiles à sa vérifiabilité et en les liant à la section « Notes et références ».
Les infrastructures de  télécommunications en Nouvelle-Calédonie comprennent le système téléphonique, Internet et les médias audiovisuels. 
Les services de téléphonie fixe sont assurés principalement par l'Office des postes et télécommunications de Nouvelle-Calédonie (OPT-NC). 

## Téléphone
Indicatif téléphonique du pays : 687.
Lignes de téléphones fixes : 92 000 en 2016 (53 300 en 2004 et 44 000 en 1995).
Lignes de téléphones mobiles : 246 000 en 2019 (116 400 en 2004 et 825 en 1995).
En comparaison avec l'Union européenne (UE), la Nouvelle-Calédonie est légèrement en retard en matière de développement des télécommunications. En v, le code national +687 comptait 306 000 de lignes. Parmi elles, on comptait 260 000 de téléphones portables, ce qui correspond à une moyenne de 0,96 par personne. Dans l'UE, ce chiffre est de 1,2 téléphone portable par personne.
Avec environ 34 231 millions d'hôtes web, c'est-à-dire de serveurs Internet se trouvant dans le pays, la Nouvelle-Calédonie se situe en dessous de la moyenne mondiale. À la fin de l'année 2020, 1 555 d'entre eux, soit environ 5 %, étaient sécurisés par SSL ou un cryptage comparable.
Système téléphonique :
- domestique : NA ;
- international : station terrestre satellite - 1 Intelsat (Océan Pacifique).

## Radio et télévision
Émetteurs radio en 2020 :
FM : 10 services  de radios privées utilisent 91 fréquences. Le territoire est découpé en 25 zones FM pour les radios privées. Huit services de catégorie B utilisent 56 fréquences. Deux radios publiques utilisent 35 fréquences .
Ondes moyennes et ondes courtes : En 1953, deux émetteurs ont été installés pour Radio Nouméa : un émetteur de 1 kW en ondes courtes de 1 kW sur 6 035 kHz et un de 0,5 kW en ondes moyennes sur 1 500 kHz. En 1994 les émetteurs ondes courtes ont été supprimés en raison de la bonne couverture FM. Les émissions en ondes moyennes sur 666 kHz et 729 kHz se sont arrêtées fin 2016 .
DAB+ : En 2023 le plan déploiement de la radio numérique en Nouvelle-Calédonie prévoit 1 multiplex pouvant couvrir les 25 zones FM du territoire.
Récepteurs radios : 107 000 (1997).
Émetteurs de télévision : 6 (plus 25 relais de faible puissance) (1997).
Postes de téléviseurs : 52 000 (1997).

## Internet
Fournisseurs d'accès Internet (FAI) :
En 2023 les FAI en Nouvelle-Calédonie étaient les suivants :
- InternetNC
- MLS
- Nautil
- L@goon.

Code pays (domaine de premier niveau) : NC